# جانگ یونگ شیل
جانگ یونگ شیل (کره‌ای: 장영실; هانجا: 蔣英實؛ تلفظ کره‌ای: [t͡ɕɐŋ jʌŋɕiɭ]؛ ۱۳۹۰ – بعد از ۱۴۴۲) مهندس مکانیک، دانشمند و مخترع کره‌ای در دوران پادشاهی چوسان (۱۳۹۲–۱۸۹۷) بود. اگرچه جانگ به عنوان رعیت به دنیا آمده بود اما پادشاه سجونگ به او اجازه داد تا در قصر سلطنتی فعالیت کند. اختراع‌های جانگ یونگ شیل مانند چوگوگی (باران‌سنج) و آب‌سنج، پیشرفت‌های تکنولوژیکی دوران پادشاهی چوسان را برجسته می‌کند.

## بزرگداشت
در ۱۹ مه ۲۰۱۸، گوگل با یک گوگل دودل از جانگ یونگ شیل تجلیل کرد.